# Mondelez International
Mondelez International, Inc. (viết tắt là Mondelēz) là một công ty thực phẩm đa quốc gia của Mỹ, có trụ sở tại Chicago, Illinois, có khoảng 80.000 nhân sự làm việc trên toàn thế giới. Bao gồm các sản phẩm đồ ăn nhẹ toàn cầu và các nhãn hiệu thực phẩm của Kraft Food Inc. sau khi sản xuất ra khỏi mảng sản phẩm tạp hóa-thực phẩm ở Bắc Mỹ. Tên Mondelez là một từ ghép được thông qua vào năm 2012, được đề xuất bởi các nhân viên của Công ty Thực phẩm Kraft và được lấy từ từ Latin từ mundus ("thế giới") và delez, một sửa đổi huyền ảo của từ "ngon."
Công ty chuyên sản xuất sô cô la, bánh quy, kẹo cao su, kẹo và đồ uống dạng bột. Danh mục đầu tư của Mondelez International bao gồm một số thương hiệu có giá cả tỷ đô la và bao gồm các nhãn hiệu cookie và cracker Belvita, Chips Ahoy!, Nabisco, Oreo, Ritz, TUC, Triscuit, LU, Club Social, Barny, và Peek Freans; nhãn hiệu chocolate Milka, Côte d'Or, Toblerone, Cadbury, Green & Black's, Freia, Marabou, Fry's, và Lacta; kẹo cao su và thương hiệu Trident, Dentyne, Chiclets, Halls, và Stride; cũng như Tate's Bake Shop và nhãn hiệu nước giải khát dạng bột Tang.
Công ty có doanh thu hàng năm khoảng 26 tỷ đô la và hoạt động tại khoảng 170 quốc gia (trong đó có Việt Nam). công ty được xếp thứ 117 trong năm 2018 Fortune danh sách các tập đoàn lớn nhất Hoa Kỳ theo tổng doanh thu.
Mondelez Canada nắm giữ quyền đối với Christie Brown và Company, bao gồm các thương hiệu như Mr. Christie và Cookies. Trụ sở chính của công ty đặt tại Canterauga, Ontario, với các hoạt động tại Toronto, Hamilton, Ontario và Montreal, Quebec.

## Tài chính
Trong năm tài chính 2017, Mondelēz International đã báo cáo thu nhập 2.922 tỷ USD, với doanh thu hàng năm là 25.896 tỷ USD, giảm 0,1% so với chu kỳ tài chính trước đó. Cổ phiếu của Mondelēz International được giao dịch ở mức trên 42 đô la một cổ phiếu và vốn hóa thị trường của nó được định giá hơn 58,8 tỷ đô la vào tháng 10 năm 2018.Trong quý I năm 2020, do COVID-19 và mọi người tích trữ đồ ngọt, doanh số bán hàng của công ty đã tăng 15% ở Bắc Mỹ, tăng gần 3% trên toàn cầu.
| Năm  | Doanh thu trong mil. USD$ | Thu nhập ròng trong mil. USD$ | Tổng tài sản trong mil. USD$ | Giá mỗi cổ phiếu trong USD$ | Nhân viên |
| ---- | ------------------------- | ----------------------------- | ---------------------------- | --------------------------- | --------- |
| 2005 | 34,113                    | 2,632                         | 57,628                       | 14.42                       | 94,000    |
| 2006 | 33,256                    | 3,060                         | 55,574                       | 15.24                       | 90,000    |
| 2007 | 35,858                    | 2,721                         | 67,993                       | 16.33                       | 103,000   |
| 2008 | 40,492                    | 2,884                         | 63,173                       | 15.28                       | 98,000    |
| 2009 | 38,754                    | 3,021                         | 66,714                       | 13.68                       | 97,000    |
| 2010 | 31,489                    | 4,114                         | 95,289                       | 16.43                       | 127,000   |
| 2011 | 35,810                    | 3,554                         | 93,837                       | 19.21                       | 126,000   |
| 2012 | 35,015                    | 3,067                         | 75,477                       | 23.06                       | 110,000   |
| 2013 | 35,299                    | 3,915                         | 72,515                       | 28.09                       | 107,000   |
| 2014 | 34,244                    | 2,184                         | 66,771                       | 33.41                       | 104,000   |
| 2015 | 29,636                    | 7,267                         | 62,843                       | 38.64                       | 99,000    |
| 2016 | 25,923                    | 1,659                         | 61,538                       | 41.15                       | 90,000    |
| 2017 | 25,896                    | 2,922                         | 63,109                       | 42.46                       | 83,000    |
| 2018 | 25,938                    | 3,381                         | 62,729                       | 42.21                       | 80,000    |
| 2019 | 25,868                    | 3,870                         | 64,549                       | 51.57                       | 80,000    |
| 2020 | 26,581                    | 3,555                         | 67,810                       |                             | 79,000    |
| 2021 | 28,720                    | 4,300                         | 67,092                       |                             | 79,000    |